# 奧克菲爾德 (緬因州普查規定居民點)
奧克菲爾德（英語：Oakfield）是位於美國緬因州阿魯斯圖克縣的一個普查規定居民點。

## 人口
根據2020年美國人口普查的數據，奧克菲爾德的面積為8.77平方千米，當中陸地面積為8.77平方千米，而水域面積為0.00平方千米。當地共有人口378人，而人口密度為每平方千米43.1人。